# Bahama's op de Olympische Zomerspelen 2024
De Bahama's namen deel aan de Olympische Zomerspelen 2024 in Parijs, Frankrijk.

## Aantal deelnemers
Hieronder volgt een overzicht van de atleten die deelnamen aan de Olympische Zomerspelen van 2024.
| Sport    | Mannen | Vrouwen | Totaal |
| -------- | ------ | ------- | ------ |
| Atletiek | 9      | 7       | 16     |
| Zwemmen  | 1      | 1       | 2      |
| Totaal   | 10     | 8       | 18     |

## Deelnemers en resultaten

### Atletiek

#### Loopnummers
Mannen
| atleet          | onderdeel    | voorronde | voorronde | series | series | herkansingen   | herkansingen   | halve finale   | halve finale   | finale         | finale         |
| atleet          | onderdeel    | tijd      | rang      | tijd   | rang   | tijd           | rang           | tijd           | rang           | tijd           | rang           |
| --------------- | ------------ | --------- | --------- | ------ | ------ | -------------- | -------------- | -------------- | -------------- | -------------- | -------------- |
| Terrence Jones  | 100 m        | bye       | bye       | 10,31  | 6      | n.v.t.         | n.v.t.         | niet geplaatst | niet geplaatst | niet geplaatst | niet geplaatst |
| Wanya McCoy     | 100 m        | bye       | bye       | 10,24  | 5      | n.v.t.         | n.v.t.         | niet geplaatst | niet geplaatst | niet geplaatst | niet geplaatst |
| Wanya McCoy     | 200 m        | n.v.t.    | n.v.t.    | 20,35  | 2 Q    | bye            | bye            | 20,61          | 5              | niet geplaatst | niet geplaatst |
| Ian Kerr        | 200 m        | n.v.t.    | n.v.t.    | 20,53  | 5 H    | 20,60          | 3              | niet geplaatst | niet geplaatst | niet geplaatst | niet geplaatst |
| Steven Gardiner | 400 m        | n.v.t.    | n.v.t.    | DNS    | DNS    | niet geplaatst | niet geplaatst | niet geplaatst | niet geplaatst | niet geplaatst | niet geplaatst |
| Antoine Andrews | 110 m horden | n.v.t.    | n.v.t.    | 13,43  | 2 Q    | bye            | bye            | 13,43          | 8              | niet geplaatst | niet geplaatst |

Vrouwen
| atlete              | onderdeel    | voorronde | voorronde | series  | series | herkansingen | herkansingen | halve finale   | halve finale   | finale         | finale         |
| atlete              | onderdeel    | tijd      | rang      | tijd    | rang   | tijd         | rang         | tijd           | rang           | tijd           | rang           |
| ------------------- | ------------ | --------- | --------- | ------- | ------ | ------------ | ------------ | -------------- | -------------- | -------------- | -------------- |
| Devynne Charlton    | 100 m horden | n.v.t.    | n.v.t.    | 12,71   | 2 Q    | bye          | bye          | 12,50          | 2 Q            | 12,56          | 6              |
| Denisha Cartwright  | 100 m horden | n.v.t.    | n.v.t.    | 12,89   | 4 H    | 13,45        | 7            | niet geplaatst | niet geplaatst | niet geplaatst | niet geplaatst |
| Charisma Taylor     | 100 m horden | n.v.t.    | n.v.t.    | 12,78   | 4 q    | bye          | bye          | 12,63 PB       | 3              | niet geplaatst | niet geplaatst |
| Shaunae Miller-Uibo | 400 m        | n.v.t.    | n.v.t.    | 2.29,29 | 7 H    | 53,50        | 7            | niet geplaatst | niet geplaatst | niet geplaatst | niet geplaatst |

Gemengd
| atleet                                                                                  | onderdeel | series  | series | finale         | finale         |
| atleet                                                                                  | onderdeel | tijd    | rang   | tijd           | rang           |
| --------------------------------------------------------------------------------------- | --------- | ------- | ------ | -------------- | -------------- |
| Wendell Miller Zion Miller Alonzo Russell Lacarthea Cooper Quincy Penn Javonya Valcourt | 4x400 m   | 3.14,58 | 8      | niet geplaatst | niet geplaatst |

#### Technische nummers
Mannen
| atleet        | onderdeel    | kwalificaties | kwalificaties | finale         | finale         |
| atleet        | onderdeel    | afstand       | rang          | afstand        | rang           |
| ------------- | ------------ | ------------- | ------------- | -------------- | -------------- |
| Donald Thomas | hoogspringen | NM            | NM            | niet geplaatst | niet geplaatst |

Vrouwen
| atleet          | onderdeel        | kwalificaties | kwalificaties | finale         | finale         |
| atleet          | onderdeel        | afstand       | rang          | afstand        | rang           |
| --------------- | ---------------- | ------------- | ------------- | -------------- | -------------- |
| Charisma Taylor | hinkstapspringen | 14,01         | 15            | niet geplaatst | niet geplaatst |
| Rhema Otabor    | speerwerpen      | 57,67         | 27            | niet geplaatst | niet geplaatst |

#### Meerkamp
| atleet       | onderdeel | onderdeel | 100 m | vs   | ks    | hs   | 400 m    | 110 h | dw       | ph   | sw       | 1500 m     | totaal | rang |
| ------------ | --------- | --------- | ----- | ---- | ----- | ---- | -------- | ----- | -------- | ---- | -------- | ---------- | ------ | ---- |
| Ken Mullings | tienkamp  | res.      | 10,60 | 7,36 | 14,19 | 2,02 | 49,43 SB | 13,70 | 46,07 PB | 4,80 | 59,83 PB | 4.55,84 SB | 8226   | 13   |
| Ken Mullings | tienkamp  | pnt.      | 952   | 900  | 740   | 822  | 841      | 1014  | 789      | 849  | 735      | 584        | 8226   | 13   |

### Zwemmen
Mannen
| atleet       | onderdeel        | series | series | halve finale   | halve finale   | finale         | finale         |
| atleet       | onderdeel        | tijd   | rang   | tijd           | rang           | tijd           | rang           |
| ------------ | ---------------- | ------ | ------ | -------------- | -------------- | -------------- | -------------- |
| Lamar Taylor | 100 m vrije slag | 48,84  | 26     | niet geplaatst | niet geplaatst | niet geplaatst | niet geplaatst |

Vrouwen
| atlete          | onderdeel       | series | series | halve finale   | halve finale   | finale         | finale         |
| atlete          | onderdeel       | tijd   | rang   | tijd           | rang           | tijd           | rang           |
| --------------- | --------------- | ------ | ------ | -------------- | -------------- | -------------- | -------------- |
| Rhanishka Gibbs | 50 m vrije slag | 26,27  | 31     | niet geplaatst | niet geplaatst | niet geplaatst | niet geplaatst |